# Rauvolfia javanica
Rauvolfia javanica là một loài thực vật có hoa trong họ La bố ma. Loài này được Koord. & Valeton miêu tả khoa học đầu tiên năm 1894.